# Fedia cornucopiae
Fédie corne-d'abondance, Corne-d'Abondance
Espèce
La Fédie corne-d'abondance ou Corne-d'Abondance (Fedia cornucopiae) est une espèce de plantes de la famille des Caprifoliacées.